# Chiesanuova (Włochy)
Chiesanuova – miejscowość i gmina we Włoszech, w regionie Piemont, w prowincji Turyn.
Według danych na rok 2004 gminę zamieszkiwało 199 osób, 49,8 os./km².